# Червенокоремна пискуна
Червенокоремната пискуна (Arthroleptis hematogaster) е вид жаба от семейство Arthroleptidae.

## Разпространение
Видът е разпространен в Демократична република Конго.